# Клічук Роман Васильович
Роман Васильович Клічук (нар. 31 жовтня 1972, Чернівці, УРСР) — український бізнесмен, політик, міський голова Чернівців з 30 листопада 2020 року.

## Життєпис
Народився 31 жовтня 1972 року в Чернівцях в родині лікарів. Закінчив Буковинський медичний університет, навчався в Києво-Могилянській бізнес-школі. До 1997 року працював медиком, далі пішов у бізнес.
У 1998 році з партнерами створив компанію «Рома», Клічук став її очільником. Компанія спеціалізується на гуртовому продажу алкоголю і харчових продуктів, є одним із лідерів продажу алкогольних, пиво-безалкогольних напоїв та кондитерських виробів у Чернівецькій, Хмельницькій, Тернопільській та Івано-Франківській областях. Фірма «Рома» є одним з найбільших платників податків в Чернівецькій області.
Є засновником ТОВ «Тайстра груп» — мережі магазинів продовольчих товарів з географією покриття в Чернівецькій, Хмельницькій, Тернопільській, Івано-Франківській та Вінницькій областях.
З 2013 року володіє мережею ресторанів, пабів і піцерій, об'єднаних у компанію «Гойра груп». Також є співвласником компанії «Брусницька Мацеста», що займається ресторанним та готельним бізнесом.
З 2020 року є членом наглядової ради Чернівецького національного університету.
Володіє 80,01% акцій ПАТ «Фірма Бакалія». Співзасновник ГО «Надихаюче місто», «Клуб підприємців Буковини» та «Вільна шпальта».

## Політика
У 2006—2010 роках був депутатом Чернівецької обласної ради 5 скликання від партії «Батьківщина» та членом депутатської бюджетної комісії.
З 2016 по 2018 рік був членом виконавчого комітету Чернівецької міської ради.
У 2018 році перейшов до партії «Самопоміч», у 2019 році балотувався у нардепи (№ 89 у списку).
29 листопада 2020 року Клічук переміг на виборах мера Чернівців від партії «Єдина альтернатива», набравши 59,5 %, його опонент Віталій Михайлішин отримав 40,5%. В голосуванні брало участь 42,8 тис. осіб.

## Відзнаки
2016 - муніципальна відзнака ім. Антона Кохановського у номінації «Меценат року»[джерело?].

## Громадська діяльність
Підтримує Федерацію панкратіону України, Українську академію лідерства, БФ «Кращим бути».
5 листопада 2019 року в Києві відбулася прем’єра документального фільму «Соловей співає. Доки голос має», який знімався за підтримки Романа Клічука.

## Родина
Одружений з 1998 року. Виховує трьох синів.

## Критика
2015 року Божену Петренко, племінницю Петренка за материнською лінією, і племінницю Клічука за батьківською, підозрювали у неправомірному придбанні двох квартир і машини на 7 млн грн. Мати Божени заявила, що вона отримала гроші від Клічука, сам він спростував цю інформацію.
Українські журналісти виявили, що компанії, підконтрольні Клічуку, ухиляються від сплати податків, використовуючи «схему ФОПів», ці ж дані підтвердили й правоохоронці. Клічук спершу подав позов на журналістів за ці дані, але в грудні 2020 року попросив суд не розглядати його.